# 甘培根
甘培根（1925年—2006年），四川成都人，中华人民共和国金融学家，中国人民银行研究生部原主任，“五道口”创始人之一，第八届全国政协委员。